# Galgentoni
Galgentoni ist ein deutscher Fernsehfilm von 1972 nach einer Erzählung von Egon Erwin Kisch.

## Handlung
Österreich in der K.u.K.-Zeit: Der Mörder Prokupek, der nacheinander seine drei Ehefrauen umgebracht hat, soll hingerichtet werden. Am Abend vorher darf er einen letzten Wunsch äußern und möchte seine letzte Nacht mit einer schönen Frau verbringen. Der Gefängnisdirektor bittet Kommissar Flixner von der Sittenpolizei, nach einer Prostituieren Ausschau zu halten, die diesen Auftrag übernehmen würde – keine ist jedoch dazu bereit. Auch die Betreiberin des letzten „Etablissements“ auf Flixners Suche, des Salon Diamant, weigert sich zunächst, wird jedoch von Flixner unter Druck gesetzt. Diese will daraufhin ihre alte Hausangestellte Aloysia dazu zwingen, zu Prokupek in die Zelle zu gehen. Sie fürchtet einen Ansehensverlust ihres Hauses, wenn bekannt würde, dass eine ihrer Prostituierten einen Mörder und Häftling bedient hätte. Schließlich verkehren dort sonst nur angesehene und gebildete Herren. Aloysia ist außer sich, fleht den Kommissar und die Madame um Gnade an und würde sich sogar lieber selbst umbringen, als diesen Auftrag zu erfüllen.
Eine der im Salon Diamant arbeitenden Damen ist Antonia, genannt Toni. Sie diktiert Aloysia Briefe an ihre Mutter, in denen sie der Mutter ein anständiges Leben vorgaukelt. Toni wird von dem Oberleutnant Kuno von Molnar verehrt, der behauptet, „auch ihre Seele“ zu lieben und sie heiraten zu wollen. Am Abend vor Prokupeks Hinrichtung ist der Oberleutnant wieder einmal bei Toni und lässt seinen Revolver im Salon liegen. Aloysia findet ihn, will sich damit umbringen, schießt jedoch vorbei und fällt in Ohnmacht. Sie wird von den Damen gefunden und zunächst für tot gehalten – erst als der Kommissar auftaucht, wacht sie wieder auf. Dieser besteht immer noch darauf, dass Aloysia am Abend zu Prokupek gebracht wird, doch aus Mitleid mit ihr meldet sich Toni freiwillig.
Der Kommissar holt Toni am Abend im Fiaker ab und bringt sie zum Gefängnis, wo sie  mit Prokupek ein paar Stunden in seiner Zelle verbringt. Prokupek ist zwar roh und ohne Manieren, verhält sich gegenüber Toni aber meist liebenswürdig. Das Geld, das man ihr anschließend dafür auszahlt, will sie nicht behalten, sondern schenkt es dem Kutscher, der sie zurück zum Bordell bringt. Dort wird sie nun von allen verächtlich betrachtet und muss sich die hämischen Kommentare ihrer Kolleginnen anhören. Selbst Aloysia, der sie ja einen Dienst erwiesen hat, verachtet sie. Noch erniedrigender ist für sie, dass Aloysia den Gästen und den anderen Damen Tonis Brief an ihre Mutter zeigt. Man macht sich lustig über sie und schreibt ein Postskriptum darunter, in dem Tonis wahres Leben als Hure offenbart wird. Toni kann nicht verhindern, dass der Brief abgesendet wird. Sie wird von der Madame fristlos entlassen, da sie dem Ruf des Hauses schade, und muss abreisen, ohne zu wissen, wohin sie gehen soll.

## Produktion
Der Film wurde vom Bayerischen Rundfunk produziert und am 9. Mai 1972 zum ersten Mal ausgestrahlt. Das Drehbuch von Ludvík Aškenazy beruht auf der Reportage Die Himmelfahrt der Galgentoni von Egon Erwin Kisch. Es handelt sich um die dritte Verfilmung dieses Stoffes nach einer tschechisch-deutschen Koproduktion von 1930 und einer DDR-Verfilmung von 1965.